# گوزن سیکا
گوزن سیکا یا گوزن ژاپنی (نام علمی: Cervus nippon) یکی از انواع گوزن است، که از آمور تا ویتنام در شرق آسیا و کشور ژاپن یافت می‌شود. گوزن سیکا اکنون در خاک اصلی قاره آسیا بسیار کمیاب است، اما در ژاپن جمعیت آن بسیار زیاد و حتی بیش از ظرفیت محیطی است.
این حیوان به نقاط مختلف دنیا از جمله بسیاری از کشورهای اروپایی، نیوزیلند، فیلیپین، ایالات متحده وارد شده و در بسیاری از نقاط به صورت گونه مهاجم درآمده و باعث آسیب فراوان به محیط زیست‌بومی شده‌است. بر اساس تحقیقی که در سال ۲۰۱۰ محققان سوئیسی انجام دادند گوزن سیکا پس از رات قهوه‌ای مخربترین گونه پستاندار غیربومی قاره اروپا است. بر اساس این تحقیق گوزن سیکا یک تهدید جدی برای جنگل‌های اروپا محسوب می‌شود و در برخی موارد نیز ناقل سل گاوی و سل پرندگان به حیوانات بومی است.